# Georges Cottier
Georges Marie Martin Cottier, O.P. (Carouge, Ginebra, Suiza, 25 de abril de 1922-Ciudad del Vaticano, 31 de marzo de 2016), fue un cardenal suizo, dominico, intelectual católico y teólogo emérito de la Casa Pontificia.

## Biografía
Ingresó en la Orden de Santo Domingo en 1945 y fue ordenado sacerdote el 2 de julio de 1951. Era licenciado en Estudios clásicos y en Filosofía, y doctor en Teología. Obtuvo la licenciatura en Teología en el Angelicum en 1952. En 1959 obtuvo el Doctorado en Filosofía con una tesis sobre las raíces hegelianas del ateísmo en el joven Karl Marx -L'Athéisme du jeune Marx: ses origines hégéliennes, Vrin, París, 1959 (2ª ed. en 1969)-.
En 1962 comenzó a enseñar en la Facultad de Letras de Ginebra. En 1973 estuvo al frente de algunos cursos en la Universidad de Friburgo. Fue profesor visitante en la Universidad de Montreal, la Universidad del Instituto Católico de París, la Universidad Católica del Sagrado Corazón de Milán y la Universidad de Padua.
Participó como experto en el Concilio Vaticano II y fue consultor del entonces Consejo para el Diálogo con los no creyentes, actual Consejo Pontificio para el Diálogo Interreligioso, participando en coloquios de todo el mundo.
En 1986 fue nombrado miembro de la Comisión Teológica Internacional y secretario en 1989.
En 1990, fue nombrado teólogo de la Casa Pontificia.
También fue presidente de la Comisión histórico-teológica del comité organizador del Gran Jubileo del Año 2000. Era director de la revista teológica Nova et Vetera (Ginebra), fundada por el cardenal Journet.
Preconizado cardenal, fue elegido para la Iglesia titular de Tulia, con el título personal de Arzobispo, el 7 de octubre de 2003 y consagrado el 20 de octubre.
Fue teólogo emérito de la Casa Pontificia desde diciembre de 2005.
Fue creado y proclamado cardenal por Juan Pablo II en el Consistorio del 21 de octubre de 2003, de la Diaconía de Ss. Domenico e Sisto (Santos Domingo y Sixto).
Su investigación científica se centró en cuestiones sobre los límites entre la filosofía y la teología, la Filosofía de la religión y la Historia de la Filosofía. El cardenal Cottier era académico honorario de la Academia Pontificia de las Ciencias, entre otras. Fue uno de los fundadores de la versión francófona de la revista teológica internacional Communio. Durante muchos años fue el director de la revista Nova et Vetera, fundada por el cardenal Journet en 1926.
El también dominico suizo Charles Morerod es su mejor discípulo.

## Obras
Entre sus obras editadas en castellano se encuentran:
- Cottier, Georges (1968). Las relaciones de la Iglesia con las religiones no cristianas. Taurus. ISBN 978-84-306-9461-7.
- Cottier, Georges (1969). El Cristianismo y la Historia. Ediciones Palabra. ISBN 978-84-7118-023-0.
- Cottier, Georges (1971). Regulación de la natalidad. Ediciones Rialp. ISBN 978-84-321-0325-4.
- Cottier, Georges (1973). Panorámica actual del ateísmo. Stvdivm. ISBN 978-84-304-1105-4.
- Cottier, Georges (1977). Ambigüedades de la praxis: del marxismo al fascismo. Cedial.